# Gerardo II d'Armagnac
Gerardo d'Armagnac, in francese: Géraud II d'Armagnac (XI secolo – 1103 circa), fu conte d'Armagnac, dal 1062 alla sua morte.

## Origine
Gerardo, sia secondo Pierre de Guibours, detto Père Anselme de Sainte-Marie o più brevemente Père Anselme, sia secondo la Genealogia Comitum Guasconiæ, era il figlio primogenito del conte d'Armagnac e duca di Guascogna, Bernardo II Tumapaler, e di Ermengarda, di cui non si conoscono gli ascendenti.
Bernardo II Tumapaler, sia secondo Père Anselme, che secondo la Genealogia Comitum Guasconiæ, era l'unico figlio maschio del Conte d'Armagnac, Gerardo I Trancaleone e di Adelaide di Aquitania, che secondo le Europäische Stammtafeln, vol III, pag. 569 (non consultate) era la figlia del duca d'Aquitania e conte di Poitiers, Guglielmo V il Grande, quindi Alice o Adalaïs, figlia di Almodia o Adalmoda, che secondo la Historiarum libri tres del monaco e storico francese, Ademaro di Chabannes, era la prima moglie di Guglielmo il Grande (lo storico francese Jean Jaurgain, nel suo La Vasconie, étude historique et critique sostiene che Adelaide fosse figlia di Brisca o Sancha, la seconda moglie di Guglielmo il Grande, ma ciò non è possibile in quanto Adelaide alla morte di Gerardo I avrebbe avuto non più di otto anni e quindi non poteva aver partorito Bernardo).

## Biografia
Gerardo lo troviamo citato, assieme alla madre, Ermengarda, ed al fratello, Arnoldo-Bernardo, nel documento nº 2990 del Recueil des Chartes de l'abbaye de Cluny Tome IV, datato tra il 1049 ed il 1061, concernente una donazione di suo padre Bernardo al monastero di Cluny, molto probabilmente, dopo che il padre aveva venduto il ducato di Guascogna, in quanto Bernardo si cita solo come conte, Bernardo.
Il documento n° I del Cartulaire du prieuré de Saint-Mont, in data 3 marzo 1055, documento di fondazione del convento di Saint Mont, cita Gerardo, assieme al padre, Bernardo II, ed al fratello, Arnoldo-Bernardo, tra i fondatori.
Gerardo, alla madre, Ermengarda, ed al fratello, Arnoldo-Bernardo, fu al fianco del padre, Bernardo II nella disputa con il vescovo d'Auch, che voleva avere il controllo sul monastero da loro fondato, come si può vedere dal documento n° VII del Cartulaire du prieuré de Saint-Mont, dell'estate 1062.
Verso il 1062, Bernardo II si era riappropriato della Guascogna, infatti nel documento n° VII del Cartulaire du prieuré de Saint-Mont, di cui sopra, pur ammettendo di aver venduto il ducato di Guascogna, si cita come duca di Guascogna (Bernardus cognomento Tumapalerius tocius condatus Guasconie comes). Però fu battuto, presso l'Ardour, da Guido Goffredo di Poitiers, divenuto duca d'Aquitania, col nome di Guglielmo VIII, conte di Poitiers, Guglielmo VI; per cui dovette rinunciare alla Guascogna.
Nel periodo che si era impossessato della Guascogna, Bernardo II fece una donazione alla chiesa di Santa Maria di Lescar.
Dopo essere stato sconfitto, Bernardo II cedette tutti i suoi poteri ai figli, Gerardo e Arnoldo-Bernardo e partì per il monastero di Cluny, dove prese i voti e ritornò al monastero di Saint Mont.
Gerardo succedette al padre nella contea d'Armagnac, come Gerardo II, come ci viene confermato dal documento n° X del Cartulaire du prieuré de Saint-Mont, Gerardo giura, nel 1065, di difendere il monastero stesso.
Il conte Gerardo II con la moglie Sancha (Comes Geroldus cum uxore mea Sazia), nel 1095, intervenne a favore del monastero di Saint-Mont, come ci viene confermato dal documento n° XXIV del Cartulaire du prieuré de Saint-Mont.
La morte di Gerardo II secondo i Documens historiques et généalogiques sur les familles et les hommes remarquables du Rouergue è avvenuta nel 1103 (secondo lo storico francese Jean Jaurgain, nel suo La Vasconie, étude historique et critique morì nel 1095)

## Matrimoni e discendenza
Verso il 1070, Gerardo II aveva sposato la cugina, Azivelle de Lomagne, figlia di Oddone II Visconte di Lomagne e della moglie, Contessa; Azivelle era vedova di Gerardo I Signore d'Arbeissan,; questa unione ci viene confermata dal documento° XXX del Cartulaire du prieuré de Saint-Mont, datato 1068, in cui Azivelle citandosi come figlia di Oddone Visconte di Lomagne e moglie di Gerardo d'Arbeissan (filia Oddonis vicecomitis Lomanie uxor Geraldi Obeissani), fa una donazione alla chiesa di Courrensan, proprietà del monastero di Saint-Mont; quello stesso documento ci informa che Azivelle aveva sposato Gerardo d'Arbeissan, nel 1065, e gli aveva dato due figli: Ugo e Oddone, Signore d'Arbeissan dopo il 1096.
Azivelle, poi, secondo il documento n° XXXI del Cartulaire du prieuré de Saint-Mont, dopo essere divenuta contessa consorte d'Armagnac, su suggerimento del suocero, Bernardo II Tumapaler (Bernardo Tumapalerio socero meo), monaco nel monastero di Saint Mont, con l'approvazione del figlio, Bernardo (Bernardus filius supradictæ dominæ), nel 1084, fece una donazione al monastero di Saint Mont.
Azivelle, poi, compare in altri due documenti del Cartulaire du prieuré de Saint-Mont, datati 1085:
- il primo, n° XXXIII, la contessa Azivelle (Domina Azivella matre dompni Bernardi Armaniacensis comitis) raggiunge un accordo con i monaci di Saint-Mont, per risolvere un contenzioso
- il secondo, n° LXXXVIII, la contessa Azivelle (nobilissima quiedam femina Azivera vicecomitis Lomanie Oddonis filia, mater que Bernardi filii Geraldi Armaniaci comitis) fa una donazione al monastero in oggetto con l'approvazione del figlio, Bernardo, del marito, Gerardo e dei figli di primo letto, Ugo e Oddone (eiusdem Bernardi filii sui et Geraldi secundi coniugis et aliorum duorum filiorum Hugonis et Oddonis).
Azivelle morì poco tempo dopo.
Gerardo ed Azivelle ebbero tre figli:
- Bernardo[1](† 1110), conte d'Armagnac[18].
- Gerardo[18] († dopo il 1110), in quell'anno, canonico della chiesa di Santa Maria a Auch[17]
- Guglielmo († prima del 1080), morto giovane[17].

Dopo essere rimasto vedovo, Gerardo II, nel 1087, si sposò in seconde nozze con Sancha, figlia di Arsieu-Loup co-signore di Bergons, Luppé, Daunian, Lapujolle et Balembits e della moglie, Rose; Sancha era vedova di Fedac visconte di Corneillan,, come ci viene confermato dal documento n° LXXXVII del Cartulaire du prieuré de Saint-Mont.
Sancha viene citata col marito Gerardo (Comes Geroldus cum uxore mea Sazia) nel documento n° XXIV, datato 1095.
Gerardo e Sancha non ebbero figli.

### Fonti primarie
- (LA)  Monumenta Germaniae Historica, Scriptores, tomus IV.
- (LA)  Rerum Gallicarum et Francicarum Scriptires, tomus XII.
- (LA, FR)  Cartulaire du prieuré de Saint-Mont.
- (LA)  Recueil des Chartes de l'abbaye de Cluny Tome IV.
- (FR)  Histoire généalogique et chronologique de la maison royale de France, tomus III.
- (FR)  Documens historiques et généalogiques sur les familles et les hommes remarquables du Rouergue.

### Letteratura storiografica
- Louis Halphen, La Francia nell'XI secolo, in «Storia del mondo medievale», vol. II, 1979, pp. 770–806
- (FR) La Vasconie, étude historique et critique, vol I, su archive.org.
- (FR) La Vasconie, étude historique et critique, vol II, su 1886.u-bordeaux-montaigne.fr. URL consultato il 14 dicembre 2018 (archiviato dall'url originale il 15 dicembre 2018).